# نوار مغزی به کمک جریان خون
نوار مغزی به کمک جریان خون یا هموانسنفالوگرافی (HEG) یک روش نسبتاً جدید بازخورد عصبی (نوروفیدبک) در زمینه عصب درمانی (نوروتراپی) است. بازخورد عصبی، شکل خاصی از بازخورد زیستی، مبتنی بر این ایده است که انسان می‌تواند عملکرد مغز خود را به طور آگاهانه از طریق جلسات آموزشی و تمرینی که در آن‌ها سعی می‌کنند سیگنال تولید شده توسط مغز را که بوسیلهٔ برخی مکانیسم‌های بازخورد عصبی اندازه‌گیری می‌شود را تغییر دهند. با این کار شرکت‌کنندگان جریان خون مغزی را در یک منطقهٔ مشخص از مغز افزایش می‌دهند، در نتیجه عملکرد و فعالیت مغز در انجام وظایف مربوط به آن منطقه بهبود می‌یابد و بیشتر می‌شود.

## بررسی اجمالی
هر دو رویکرد هموانسفالوگرافی، فروسرخ نزدیک و فروسرخ غیرفعال، اندازه‌گیری‌های غیرمستقیم فعالیت عصبی مبتنی بر اتصال عصبی عروقی هستند. اتصال عصبی عروقی مکانیزمی است که در آن جریان خون مغزی با فعالیت سوخت و سازی مطابقت دارد. وقتی از ناحیه‌ای از قشر مغز در یک کار شناختی خاص استفاده می‌شود، فعالیت عصبی در آن منطقه افزایش می‌یابد، در نتیجه سرعت سوخت و ساز موضعی بیشتر می‌شود. برای مطابقت با نیازهای تغذیه‌ای و دفع مواد زائد با میزان سوخت و ساز بالاتر، جریان خون مغزی در منطقه قشر مورد استفاده باید به طور متناسب افزایش یابد. همواره با افزایش جریان، مولکول‌های هموگلوبین در خون که مسئول انتقال اکسیژن به بافت در سراسر بدن هستند، باید میزان اکسیژنی را که به منطقه فعال شده قشر مغز تحویل می‌دهند را افزایش دهند، در نتیجه محل بیشتری برای سطح اکسیژن رسانی خون ایجاد می‌شود. این نیز به عنوان پاسخ همودینامیکی نامیده می‌شود.

### فروسرخ نزدیک (NIR)
ساخته شده توسط دکتر هرشل تومیم(Hershel Toomim)، هموانسفالوگرافی فروسرخ نزدیک، تغییرات در سطح اکسیژن رسانی محلی خون را اندازه‌گیری می‌کند. مشابه تصویربرداری تشدید مغناطیسی عملکردی، که با استفاده از تغییراتی در خواص مغناطیسی خون ناشی از اکسیژن رسانی، تصویری از فعالیت مغز ایجاد می‌کند، NIR با استفاده از تغییرات نافذ خون ناشی از اکسیژن رسانی، سیگنالی تولید می‌کند که می‌تواند آگاهانه در جلسات بازخورد عصبی دستکاری شود. در ابتدایی‌ترین سطح، هموانسفالوگرافی NIR نور قرمز متناوب (۶۶۰ نانومتر) و فروسرخ نزدیک (۸۵۰ نانومتر) به ناحیه مشخصی از مغز، معمولاً از طریق پیشانی، می‌تابد. درحالی‌که جمجمه تا حد زیادی با این طول موجهای نور نیمه شفاف است، خون اینگونه نیست. نور قرمز به عنوان یک کاوشگر استفاده می‌شود، درحالیکه نور مادون قرمز یک خط نسبتاً پایدار را برای مقایسه ارائه می‌دهد. سلول‌های فوتوالکتریک در دستگاه طیف‌سنج نوری که روی پیشانی ساییده می‌شود، مقدار هر طول موج نوری که توسط جریان خون مغزی در بافت فعال شده قشر منعکس می‌شود را اندازه‌گیری می‌کند و داده‌ها را به رایانه می‌فرستد، سپس نسبت نور قرمز به نور مادون قرمز را محاسبه کرده و آن را به یک سیگنال بصری مربوط به سطح اکسیژن رسانی در یک رابط گرافیکی که بیمار می‌تواند ببیند، ترجمه می‌کند. عنصر اصلی غذایی که توسط NIR کنترل می‌شود، اکسیژن است. در NIR، با افزایش نسبت هموگلوبین اکسیژن‌دار (HbO2) به هموگلوبین اکسیژن زدایی شده (Hb)، خون به جای جذب نور، کمتر و کمتر شفاف می‌شود و بیشتر نور قرمز را به جای جذب کردن، پراکنده می‌کند. در مقابل، مقدار نور فروسرخ پراکنده شده توسط خون تا حد زیادی در برابر تغییرات سطح اکسیژن‌رسانی هموگلوبین نفوذناپذیر است.

### فروسرخ غیرفعال (PIR)
فروسرخ غیرفعال که توسط دکتر جفری کارمن (Dr. Jeffrey Carmen)، یک روانشناس خودآموز در نیویورک ایجاد شده‌است، HEG با فروسرخ غیرفعال ازدواج اصول نوار مغزی به کمک جریان خون سنتی و کلاسیک است که توسط Toomim استفاده شده و تکنیکی است که به عنوان ترموسکوپی شناخته می‌شود. PIR از یک سنسور مشابه سنسور NIR برای تشخیص نور از یک باند باریک از طیف مادون قرمز استفاده می‌کند که مربوط به مقدار گرمای تولید شده توسط یک منطقه فعال مغز و همچنین سطح اکسیژن رسانی محلی خون است. گرمای شناسایی شده توسط PIR متناسب با مقدار قند سوزانده شده برای افزایش میزان متابولیسم و سوخت و ساز به عنوان سوخت فعالیت عصبی است. PIR وضوح ضعیف‌تری نسبت به NIR دارد و این روش درمانی معمولاً بر افزایش جریان خون مغزی متمرکز است.

## تاریخچه
اولین نمونه واقعی بازخورد عصبی در سال ۱۹۶۳ اتفاق افتاد، زمانی که جوزف کامیا (Joseph Kamiya) استاد دانشگاه شیکاگو، یک داوطلب را برای شناسایی و تغییر فعالیت امواج مغزی آلفا آموزش داد. درست پنج سال بعد، باری استرمن (Barry Sterman) یک تحقیق انقلابی روی گربه‌ها به دستور ناسا انجام داد که ثابت کرد گربه‌هایی که برای تغییر آگاهانه ریتم حسی-حرکتی خود آموزش دیده‌اند، در برابر دوزهای هیدرازین که به طور معمول باعث تشنج می‌شوند، مقاوم هستند. این کشف در سال ۱۹۷۱ وقتی که استرمن به یک فرد دارای بیماری صرع آموزش داد تا از طریق ترکیبی از ریتم حسی-حرکتی و درمان عصبی EEG، صرع را کنترل کند به طوریکه پس از تنها سه ماه درمان، مجوز رانندگی گرفت، در مورد انسان استفاده شد. در همان زمان هرشل تومیم آزمایشگاه‌های بازخورد زیستی و مؤسسه تحقیقات Biocomp Toomim را بر اساس دستگاهی موسوم به Alpha pacer که امواج مغزی را اندازه‌گیری می‌کرد، تأسیس کرد. پس از دهه‌ها کار با مکانیزم‌های مختلف بازخورد زیستی، تومیم به طور تصادفی در کنترل آگاهانه جریان خون مغزی در سال ۱۹۹۴ تلوتلو خورد. او دستگاهی خاص برای این معیار تولید کرد و آن را یک سیستم هموانسفالوگراف طیف‌سنجی نوری فروسرخ نزدیک نامید و اصطلاح «هموانسفالوگرافی» را در سال ۱۹۹۷ایجاد کرد. یک کاربر پزشک NIR HEG، جفری کارمن، سیستم تومیم را برای میگرن در سال۲۰۰۲ با ادغام بازخورد زیستی حرارتی محیطی در طراحی وفق داد. از آن زمان، هر دو روش برای اختلالات متعدد عملکرد لوب پیشانی استفاده شده‌است. (Sherrill,R (2004.

## آموزش
قبل از آموزش با دستگاه HEG، یک پیش آزمون استاندارد که اغلب آزمون متغیرهای توجه (TOVA) هستند، برای ارزیابی عملکرد شناختی پایه، به بیماران داده می‌شود. پیشرفت بیمار با همان اندازه‌گیری در ابتدا و انتهای هر جلسه عصب درمانی پیگیری می‌شود. ارزیابی توموگرافی رایانه‌ای با انتشار تک فوتون (SPECT) نیز بسته به اختلال بیمار، ممکن است قبل و بعد از درمان انجام شود. طول جلسات تمرینی و آموزشی معمولاً ۴۵ دقیقه تا یک ساعت و با وقفه‌های متناوب است. در ابتدا، تمام جلسات در کلینیک ارائه دهنده خدمات درمانی اعصاب درمانی معتبر انجام می‌شود (البته برخی گزینه‌های موجود در خانه نیز در دسترس هستند) و با هفته‌ای ۲–۳بار تکرار شروع می‌شوند. بسته به بیمار، آموزش ممکن است چند ماه تا چند سال طول بکشد. تغییرات و تنوع زیاد در فعالیت نور قرمز (طیف وسیعی از خروجی کم تا زیاد) به طور معمول مشخصه افرادی است که دچار مشکل قشر پیشانی هستند. تنوع کم با فعالیت طبیعی‌تر مرتبط می‌باشد. نسبت انکسار نور قرمز به مادون قرمز به عنوان یک سیگنال بصری بر روی نمایشگر رایانه نمایش داده می‌شود و همچنین ممکن است به سیگنال شنیداری تبدیل شود که در آن گام بالاتر مربوط به اکسیژن رسانی بیشتر است. در طول یک جلسه تمرینی HEG، بیماران سعی می‌کنند سیگنال تولید شده توسط سنسور HEG را افزایش دهند. پیشرفت با کاهش تغییرات اندازه‌گیری می‌شود.

## مزایا
در حال حاضر، در محبوب‌ترین روش‌های عصب‌درمانی از نوار مغزی (EEG) استفاده می‌شود که فعالیت الکتریکی مغز را به جای جریان خون اندازه‌گیری می‌کند. طرفداران نوار مغزی به کمک جریان خون معتقدند که HEG دارای مزایایی نسبت به EEG است، مانند:
- سیگنالی ساده‌تر و پایدارتر از EEG است و بنابراین تفسیر آن ساده‌تر و آموزش آن سریع‌تر است
- کمتر در معرض آرتیفکت‌های (مصنوعات) خارجی است، مانند نویزهای الکتریکی یا تداخل سیگنال در اثر فلز، زیرا HEG اندازه‌گیری جریان خون می‌باشد و فعالیت الکتریکی نیست
- کمتر تحت تأثیر آرتیفکت‌های (مصنوعات) سطحی مانند حرکات چشم و صورت قرار می‌گیرد
- به دلیل قابل حمل بودن و کوچکتر بودن اندازه سنسور و تجهیزات تولید سیگنال، توانایی آموزش در خانه را دارد[۶]

## معایب
عمده‌ترین محدودیت‌های عملی HEG در مقایسه با EEG این موارد می‌باشند:
- به دلیل تداخل موها، فقط نواحی پیشانی یا طاسی پوست سر را می‌توان با استفاده از فناوری فعلی آموزش و تمرین داد، در حالیکه اندازه‌گیری EEG را می‌توان از هر نقطه پوست سر انجام داد.
- فقط یک محل را می‌توان به طور همزمان با استفاده از فناوری روز آموزش داد، در حالی که EEG را می‌توان با استفاده از فناوری روز در هر مکانی از ۱ تا ۱۹ ناحیه به کار برد.

سایر معایب HEG ناامیدی جریان آینه با fMRI و ناشی از ماهیت غیر مستقیم هر دو روش اعتماد به الگوهای فردی جریان خون مغزی است:
- به علت تغییرات گسترده و زیاد در جریان خون و ضخامت جمجمه از یک فرد به فرد دیگر، نمی‌تواند به عنوان مقایسه بین افراد مختلف قرار گیرد.
- چون تغییرات در سطح اکسیژن رسانی خون فوری نیست، نمی‌تواند به عنوان اندازه‌گیری زمانی مورد استفاده قرار بگیرد.
- ادعاهای مکانیکی پشتیبانی نمی‌شوند زیرا هنوز رابطه علیّت معکوسی بین افزایش جریان خون و فعالیت عصبی یافت نشده‌است.[۷]

## تحقیق امیدوارکننده
بیشتر تحقیقات در HEG بر روی اختلالات قشر جلویی پیشانی (PFC) متمرکز شده‌است، منطقه قشری مستقیماً پشت پیشانی متمرکز شده‌است که عملکردهای اجرایی سطح بالا مانند برنامه‌ریزی، قضاوت، تنظیم عاطفی، بازداری، سازمان‌دهی و تعیین علت و معلول را کنترل می‌کند. به نظر می‌رسد قشر جلویی پیشانی برای تمام رفتارهای هدفمند و با واسطه اجتماعی ضروری است. PFC به دلیل موقعیت قرارگیری آن در پوست سر (پشت پیشانی، جایی که هیچ مویی برای اختلال در پراکندگی نور قرمز و مادون قرمز وجود ندارد) و همچنین حساسیت عملکردهای اصلی آن برای یادگیری، هدف ایده‌آلی برای HEG است.

### میگرن
تحقیقات با PIR تقریباً به طور انحصاری بر کاهش سردردهای تنشی و میگرنی متمرکز شده‌است. یک مطالعه چهارساله بر روی ۱۰۰ نفر از مبتلایان به میگرن مزمن نشان داد که پس از گذشت ۶ جلسه تمرین ۳۰ دقیقه‌ای، ۹۰٪ بیماران پیشرفت قابل توجهی را در میگرن خود گزارش داده‌اند. مطالعه دیگری که انجام شد، اندازه‌گیری‌های بازخوردزیستی EEG، هموانسفالوگرافی (نوار مغزی به کمک جریان خون) و گرم شدن دست در طی جلسات ۳ بار در هفته طی مدت ۱۴ ماه را ترکیب کرد. ۷۰٪ از مبتلایان به دنبال ترکیبی از عصب درمانی و درمان دارویی، شاهد کاهش ۵۰٪ یا بیشتر میگرن خود بودند، در حالی که فقط ۵۰٪ تحت دارو درمانی سنتی قرار داشتند.

### اوتیسم
اصطلاح اوتیسم طیف گسترده‌ای از سندرم‌ها را شامل می‌شود، مانند اختلال Rett، اختلال رشد فراگیر(PDD) و سندرم Asperger که در مجموع به عنوان اختلالات طیف اوتیسم (ASD) نامیده می‌شوند. تمام مبتلایان ASD درک و عملکرد ضعیفی در مهارت‌های اجتماعی، تکانشگری، مشکلات توجه و برخی از رفتارهای وسواسی را دارا هستند. بسیاری از بیماران مبتلا به ASD دارای هوش طبیعی تا بیش از حد طبیعی هستند، اما EEG بسیار غیرطبیعی را از خود نشان می‌دهند، که همراه با علائم مترادف با اختلال در کنترل اجرایی، آنها را نامزد اصلی عصب درمانی مرکز پیشانی می‌کند. تعداد بیشماری از مطالعات در مورد بررسی توانایی عصب درمانی به عنوان درمانی برای ASD در درجه اول شامل EEG و QEEG بوده‌است، اما یک مطالعه اخیر به بررسی تأثیر آموزش NIR و PIR در برابر فقط یک گروه کنترل QEEG پرداخت و بر طبق گزارشات والدین نشان داد که هر دو گروه‌های HEG، بیش از ۵۰٪ کاهش علائم را تجربه کردند. این گزارش‌ها با کاهش تنوع و تغییرات EEG و بهبود معیارهای عصب‌شناختی و عملکرد عصبی روانشناختی پشتیبانی می‌شوند. مشخص شده‌است که NIR تأثیر بیشتری در توجه دارد، درحالیکه تأثیر PIR در زمینه تنظیمات عاطفی و تعاملات اجتماعی بیشتر است.

### اختلال کمبود توجه و بیش فعالی
بسیاری از علائم یادآور ASD، اختلال کمبود توجه و بیش‌فعالی (ADHD) نیز مورد توجه تحقیقات HEG بوده‌است. در مطالعهٔ یک مورد معمولی، یک نوجوان مبتلا به بیش‌فعالی با QEEG خوانده شده بسیار غیرطبیعی و نمرات قابل توجهی در آزمایشات عصبی- روانشناختی ارایه شد. پس از تنها ده جلسه تمرین‌های هفتگی HEG، وی یک QEEG کاملاً طبیعی را ارایه داد و به طور قابل توجهی امتیازات معیارهای توجه را بهبود بخشید. نکته قابل توجه در مورد این تحقیق این است که این پیشرفت‌ها هجده ماه پس از درمان ادامه داشت، به بیمار اجازه می‌دهد تا دارودرمانی لازم برای عملکرد موفقیت‌آمیز در مدرسه را بسیار کاهش دهد و یک گزینه درمانی سریع و نسبتاً ارزان برای سیستم‌های مدرسه و والدین کودکان مبتلا به ADHD و ADD فراهم می‌کند.

### عملکرد شناختی
گروه بزرگی از محققان به سرپرستی دکتر هرشل تومیم و همسرش مارجوری به طور مکرر دریافتند که آموزش و تمرین NIR HEG می‌تواند آگاهانه اکسیژن رسانی مغزی را در مناطق خاصی از مغز افزایش داده و منجر به افزایش عملکرد در انجام وظایف شناختی شود. می‌دانیم که ورزش منظم قلب و عروق منجر به افزایش جریان خون مغزی به دلیل افزایش عروق مویرگ‌های تغذیه‌کننده بافت عصبی می‌شود. تومیم، مایز، وونگ و همکاران متوجه شدند که تنها پس از ده جلسه ۳۰ دقیقه‌ای تمرینات ورزشی مغزی HEG، شرکت‌کنندگان با اختلالات عصبی مختلف افزایش در توجه و کاهش تکانشگری در حد طبیعی نشان دادند. زیر مجموعه‌ای از شرکت‌کنندگان نیز افزایش عروق مغزی را مشابه آنچه با افزایش فعالیت بدنی مشاهده شده، تجربه کردند. از همه مهم‌تر، مشخص شد که درجه پیشرفت به طور قابل اعتمادی به نمره اولیه TOVA هر شرکت‌کننده مربوط است، با کمترین امتیاز اولیه TOVA بیشترین پیشرفت را نشان می‌دهد.

## دیگران
علاوه بر این، HEG نوید کاهش افسردگی، استرس و اضطراب مزمن را داده است. هم‌چنین کارهایی توسط دکتر لوئیز گاویریا در بیمارستان لاس آمریکا انجام شده‌است، جایی که به بیماران جراحی مغز و اعصاب ۲۰ دقیقه جلسات HEG به عنوان بخشی از روند توان‌بخشی آن‌ها داده شد. این بیماران در ارتباط مجدد با عزیزانشان در مقایسه با همتایان تحت کنترل خود بهبود و پیشرفت نشان دادند.